# 【es】 ～Theme of es～
《【es】 ～Theme of es～》，是日本樂團Mr.Children的第8張單曲。1995年5月10日發行。

## 簡介
1995年，紀錄Mr.Children幾個音樂會精彩片段的音樂紀錄電影《【es】 Mr.Children in FILM》上映，而《【es】 ～Theme of es～》就是電影的主題曲。PV取自電影的片段。歌名中的「es」是心理學用語中「自我的一種」。
總銷量達157.2萬張，是1995年度日本單曲銷量第12位。

## 收錄曲目
1. 【es】 ～Theme of es～
作詞、作曲：櫻井和壽；編曲：小林武史 & Mr.Children
Mr.Children自身音樂紀錄電影《【es】 Mr.Children in FILM》的主題曲
2. 雨過天晴 Remix Version（雨のち晴れ Remix Version）
作詞：櫻井和壽；作曲：櫻井和壽 & 小林武史；編曲:小林武史 & Mr.Children

## 外部連結
- 唱片介紹 （页面存档备份，存于） Mr.Children官方網站